# Кардиния
Графство Кардиния (англ. Shire of Cardinia) — район местного самоуправления в штате Виктория, Австралия, расположенный в юго-восточной окраине Мельбурна. Занимает территорию 1280,6 квадратных километра. По переписи 2006 года население Кардинии составляло 57 115 человек. Офис местного совета размещается в посёлке Пакенхэм.

## История
Территория в пределах нынешних границ графства первоначально была частью округов Кранборн и Бервик, образованных соответственно в 1860 и 1862 годах. Графство Ферн Три Галли, позднее графство Шербрук, было выделено в 1889 году и включало территории к востоку от Мельбурна. В 1973 году из графства Бервик была выделена городская территория Бервик, а оставшаяся территория была переименована в графство Пакенхэм. Графство было образовано 15 декабря 1994 года в результате реформы местного управления штата путём объединения графства Пакенхэм и сельских районов графства Шербрук и городской территории Кранборн.

## Культура
В Кардинии функционирует муниципальный культурный центр с театральным залом, галереей и помещениями для репетиций и семинаров.

## Спорт
В графстве действуют около 130 спортивных клубов и оздоровительных групп по различным видам спорта.

## Достопримечательности

### Объекты наследия аборигенов

#### Выставка артефактов Кар Дин Ярр
Название выставки можно перевести с языка аборигенов как «встречающий восход». Экспонируются предметы материальной культуры аборигенов, обнаруженные в ходе строительства водного центра Кардиния Лайф в 2004 году.

#### Тропа Винджил
Пешеходный маршрут по парку площадью 1,4 гектара. По ходу маршрута посетители могут ознакомиться с предметами культуры и быта аборигенов, найденными на данной территории. Название тропы переводится с языка аборигенов как «молодой орёл».

### Посёлок Пакенхэм
Основной деловой центр графства с банками, магазинами и ресторанами на центральной улице.

### Железнодорожные посёлки
На западе графства расположены железнодорожные посёлки Нар Нар Гун (с уникальной коллекцией фресок), Тайнонг, Гарфилд и Баниип. Между Тайнонгом и Гарфилдом имеется ряд природных и рукотворных достопримечательностей, интересных для всей семьи, и сезонный открытый бассейн. В Северном Тайнонге имеются винодельни и заповедник Каннибал с кольцевым пешеходным маршрутом протяжённостью 2,2 километра. Баниип – небольшой посёлок с двумя пабами и супермаркетом. Через шоссе расположен конный центр Тонимбак, государственный парк Баниип, винодельни, галереи и рестораны.

### Посёлок Джембрук
Живописная дорога из Пакенхэма в посёлок Джембрук с магазинами и кафе на главной улице ведёт вдоль холмов, природных степей и нетронутых лугов.
За посёлком расположены студии художников и региональный парк Кёрт Килн с экспозицией исторических угольных печей для обжига глины.
Тропа Кокату, шестикилометровый велосипедный и пешеходный маршрут, ведет к паркам Озеро Эмеральд и Нобелиус, где есть возможности для лесных прогулок и рыбалки. Неподалёку расположены гольф-клуб и парк Водохранилище Кардиния с нетронутой природой и дикими животными.

### Спаржа
Торфяные почвы Кардинии как нельзя лучше подходят для выращивания спаржи. Графство производит более 80% этого продукта в Австралии.
Центром района выращивания спаржи является посёлок Ку Ви Рап, где можно посетить действующие фермы.

## Населённые пункты
- посёлок Эвонслэй
- деревня Бейлс
- район Биконсфилд
- посёлок Верхний Биконсфилд
- посёлок Баниип
- деревня Северный Баниип
- деревня Кэлдермэйд
- посёлок Кардиния
- деревня Катани
- район Клематис
- посёлок Какаду
- деревня Кора Линн
- деревня Далмор
- деревня Дьюхерст
- посёлок Эмеральд
- посёлок Гарфилд
- деревня Северный Гарфилд
- посёлок Джембрук
- район Гайс Хилл
- деревня Иона
- посёлок Ку Ви Рап
- деревня Северный Ку Ви Рап
- посёлок Ланг Ланг
- деревня Восточный Ланг Ланг
- посёлок Лонгварри
- посёлок Мэрикнолл
- район Мензис Крик
- деревня Моделла
- деревня Монмейт
- посёлок Маунт Бернетт
- деревня Нангана
- посёлок Нар Нар Гун
- деревня Северный Нар Нар Гун
- район Оффисер
- район Южный Оффисер
- посёлок Пакенхэм
- посёлок Южный Пакенхэм
- посёлок Верхний Пакенхэм
- деревня Рифдэйл
- деревня Тонимбак
- посёлок Тайнонг
- деревня Северный Тайнонг
- деревня Вервэйл
- деревня Яннатан